# Gustaf Engelmark
Gustaf Engelmark, född 31 maj 1787 i Enontekis socken, död 29 december 1873 i Arvidsjaurs socken, var en svensk präst.
Gustaf Engelmark, som tillhörde en vittförgrenad prästsläkt, var son till kyrkoherden Daniel Engelmark och Brita Tornberg. År 1806 inskrevs han som student vid Uppsala universitet, samtidigt som sin bror, och prästvigdes 1810, varvid han blev adjunkt till sin far i Jokkmokks församling. År 1818 blev han nådårspredikant i Kvikkjokk men återkom till Jokkmokk 1819. År 1823 utsågs han att i två år vara lappmarksmissionär i Pite lappmark. 1825 blev han tillförordnad kyrkoherde i Jokkmokk och nådårspredikant efter faderns död. Därefter blev han 1827 skolmästare i Gällivare med tillträde 1828. Där verkade han tills han efter sin utnämning 1844 två år senare, det vill säga 1846, tillträdde tjänsten som kyrkoherde i Arvidsjaurs församling.
Gustaf Engelmark var gift med nybyggardottern Dorothea Randström. Bland deras barn märks tre söner som blev köpmän i Glommersträsk, Svartlå respektive Älvsbyn, en dotter som var gift Silfwerbrand i Gällivare, en dotter som var gift med en folkskollärare i Arjeplog och en dotter, som var hemmadotter i Arvidsjaur.